# VV Dinto
Volleybalvereniging Dinto is een Nederlandse amateurvolleybalclub in Warmenhuizen.
De vereniging is opgericht in de midden jaren vijftig van de 20e eeuw als onderdeel van gymnastiekvereniging DWV. De eerste trainingen vonden plaats in de fusthal achter het plaatselijke veilingkoffiehuis (nu bekend als bolletjescafé de Klok). De wedstrijden werden gespeeld in gymnastieklokalen in Alkmaar. De oprichters en eerste spelers waren onder andere Cees van den Berg, Gerrit en Wim Tesselaar, Arie de Nijs, Theo Pronk en Cor Dekker.
In 1969 splitste de volleybalafdeling zich af van de gymnastiekvereniging en ging verder als zelfstandige vereniging onder de naam Dinto, met als thuishal Sporthal De Doorbraak in Warmenhuizen. Sindsdien is de vereniging uitgegroeid tot een gerenommeerde club met ongeveer 300 leden. Dinto neemt deel aan de NeVoBo-competitie, met zowel dames- als herenteams die uitkomen in de landelijke competitie. Daarnaast biedt de club ruimte voor recreatief volleybal.

## Prestaties
De vereniging heeft een rijke geschiedenis van prestaties. In 2024 behaalden de meisjes C1 het kampioenschap in de topklasse van regio West en plaatsten zich voor de Final Four van het Nederlands Gesloten Jeugd Kampioenschap (NGJK). Ook de meisjes B en A teams hebben zich in eerdere jaren gekwalificeerd voor de halve finales van het Nederlands Open Jeugd Kampioenschap (NOJK), wat getuigt van de hoge kwaliteit van de jeugdopleiding.

## Bekende (oud) spelers
Volleybalvereniging Dinto uit Warmenhuizen heeft in de loop der jaren enkele opmerkelijke oud-spelers voortgebracht die zowel nationaal als internationaal indruk hebben gemaakt. Hieronder een overzicht van enkele van deze spelers:
- Bert Goedkoop, oud-bondscoach van de Nederlandse vrouwenvolleybalploeg in 1995, trainer bij VV Dinto sinds 2015.
- Rosa Entius, speelt sinds 2021 bij USC Münster.
- Quinta Steenbergen, speelster van het Nederlandse vrouwenvolleybalploeg in 2005.